# Schoenorchis
Schoenorchis es un género de orquídeas epifitas originarias de los trópicos y subtrópicos de Asia y sur del Océano Pacífico. Comprende 38 especies descritas y de estas, solo 25 aceptadas.

## Taxonomía
El género fue descrito por Carl Ludwig Blume y publicado en Bijdragen tot de flora van Nederlandsch Indië 8: 361. 1825.

## Especies aceptadas
A continuación se brinda un listado de las especies del género Schoenorchis aceptadas hasta marzo de 2013, ordenadas alfabéticamente. Para cada una se indica el nombre binomial seguido del autor, abreviado según las convenciones y usos.
- Schoenorchis aurea (Ridl.) Garay
- Schoenorchis brevirachis Seidenf.
- Schoenorchis buddleiflora (Schltr. & J.J.Sm.) J.J.Sm.
- Schoenorchis endertii (J.J.Sm.) Christenson & J.J.Wood
- Schoenorchis fragrans (E.C.Parish & Rchb.f.) Seidenf. & Smitinand
- Schoenorchis gemmata (Lindl.) J.J.Sm.
- Schoenorchis jerdoniana (Wight) Garay
- Schoenorchis juncifolia Reinw. ex Blume
- Schoenorchis latifolia (C.E.C.Fisch.) C.J.Saldanha
- Schoenorchis manilaliana M.Kumar & Sequiera
- Schoenorchis manipurensis Pradhan
- Schoenorchis micrantha Reinw. ex Blume
- Schoenorchis minutiflora (Ridl.) J.J.Sm.
- Schoenorchis nivea (Lindl.) Schltr.
- Schoenorchis pachyacris (J.J.Sm.) J.J.Sm.
- Schoenorchis pachyglossa (Lindl.) Garay
- Schoenorchis paniculata Blume
- Schoenorchis sarcophylla Schltr.
- Schoenorchis secundiflora (Ridl.) J.J.Sm.
- Schoenorchis seidenfadenii Pradhan
- Schoenorchis subulata (Schltr.) J.J.Sm.
- Schoenorchis sumatrana J.J.Sm.
- Schoenorchis tixieri (Guillaumin) Seidenf.
- Schoenorchis tortifolia (Jayaw.) Garay
- Schoenorchis vanoverberghii Ames